# Miles (Australia)
Miles – miasto w Australii, w stanie Queensland.